# Kotar
Kotar je priimek več znanih slovenskih ljudi:
- Anja Kotar (*1997), pevka, pianistka, kantavtorica
- Anton Kotar (1934—2018), defektolog
- Ivan Kotar (1865—1908), fotograf dokumentalist
- John Kotar (*1939), ameriški gozdar, univ. profesor in inovator slovenskega rodu
- Jože Kotar (*1952), slikar
- Jože Kotar (*1970), klarinetist, dirigent, godbenik
- Klemen Kotar, jazz-glasbenik
- Marijan Kotar (*1941), gozdar, univerzitetni profesor
- Martin Kotar - Pilat (1922—1944), partizanski poveljnik, narodni heroj
- Mirjam Kotar (*1968), bibliotekarka, vodja ODK Jožeta Goričarja
- Mojca Kotar, dr., Univerzitetna služba za knjižnično dejavnost UL
- Saša Istenič Kotar, sinologinja
- Tadeja Kotar, zdravnica infektologinja